# Flaviano Magrassi
Flaviano Magrassi (Brescia, 30 dicembre 1908 – Napoli, 28 ottobre 1974) è stato un medico e virologo italiano, studioso di problemi inerenti l'eziopatogenesi e la clinica di numerose malattie infettive e virali.

## Biografia

### L'infanzia
Flaviano Magrassi nacque a Brescia il 30 dicembre del 1908, primo di quattro figli di Artemio Magrassi, chirurgo pediatra di origine piemontese che lavorava presso l'ospedale bresciano e che iniziò a curare le tubercolosi ossee con i preantibiotici, e di Teresa Prinetti, anche lei di origine piemontese, morta giovane nel 1946, all'età di sessant'anni.
Una volta ottenuto a Brescia il diploma di maturità scientifica, Magrassi si iscrisse al corso di laurea in medicina e chirurgia presso l'Università di Padova; durante il corso degli studi fu allievo interno per i primi tre anni dell'istituto di istologia diretto da Tullio Terni, successivamente nella clinica medica generale diretta da Cesare Frugoni, amico di vecchia data della famiglia Magrassi che apparteneva alla scuola padovana diretta da Pietro Grocco( errato Pietro grocco non ha mai avuto incarichi a Padova e anche la citazione non lo riporta

### Il periodo romano
Nel 1932 si laureò con il massimo dei voti e con lode discutendo una tesi giudicata dalla commissione nominata dal Comitato Nazionale della Medicina del Consiglio Nazionale delle Ricerche (CNR), che fu pubblicata e premiata. Il titolo della sua tesi era "Infezione focale e fattori di allergia nel problema biologico del reumatismo infettivo sperimentale". Nello stesso anno Magrassi seguì a Roma Frugoni, il quale era stato chiamato a dirigere la cattedra di Clinica medica presso l'Università La Sapienza.
Nel 1934, Magrassi frequentò per un breve periodo il laboratorio di microbiologia dell'Istituto sieroterapico milanese diretto dal biologo Amilcare Zironi, il quale era stato un suo insegnante. Nel 1935 frequentò, con il titolo di assistente straniero, per un breve periodo l'Istituto di Igiene dell'Università di Basilea, diretto da Robert Doerr, il quale era all'epoca uno fra i virologi europei emergenti. In questo periodo il clinico bresciano iniziò a studiare il modo in cui si comportavano gli anticorpi nei vaccini.
Una volta tornato a Roma intraprese la carriera accademica presso la Clinica medica di Cesare Frugoni, dove diresse uno dei migliori laboratori universitari di microbiologia. Nel 1936 Magrassi fu nominato assistente volontario, l'anno successivo assistente ordinario.
Nello stesso anno egli conseguì la libera docenza in microbiologia e nell'anno successivo quella in patologia speciale medica e metodologia clinica, per poi diventare aiuto di ruolo nel 1940.
A proposito del periodo romano, il professore emerito di Clinica medica generale Umberto Serafini in ricordo di Magrassi dirà:
(Umberto Serafini,.)

### Il periodo sardo
Dopo essere stato richiamato alle armi per due periodi nel 1940 e nel 1942, Magrassi prestò servizio prima come ufficiale medico sul fronte occidentale e successivamente come direttore di un ospedale in Puglia. Il primo dicembre del 1942, risultato vincitore del concorso di clinica delle malattie infettive venne chiamato a ricoprire tale cattedra come professore straordinario all’Università di Sassari. Dal 1945 diventerà docente ordinario.
Qui il clinico bresciano fu anche incaricato dell‘insegnamento di patologia medica e patologia clinica dal 1942 al 1946 e di clinica medica generale e terapia medica dal 1946 al 1949. Successivamente divenne professore ordinario di patologia medica e metodologia clinica dal 1949 al 1951.
Durante questi ultimi anni mantenne gli incarichi di insegnamento di terapia medica e di clinica generale. In questo periodo trascorso in Sardegna Magrassi si dedicò con passione all’infettivologia, come dimostrarono le osservazioni clinico-epidemiologiche raccolte durante un'estesa epidemia di salmonella tiphi che aveva colpito gli abitanti della provincia di Sassari nell'estate del 1946, e gli studi sulla eziopatogenesi delle endocarditi batteriche. Inoltre, tra il 1946 e il 1952, egli approfondì le ricerche sulla costituzione ematologica dei sardi e sulle talassemie, consolidando in questo modo la sua posizione di infettivologo e di patologo medico.

### Il periodo napoletano
Nel 1952 Magrassi, chiamato dalla I facoltà medica dell’Università di Napoli, divenne in qualità di professore ordinario il reggente della cattedra e dell’Istituto di patologia speciale medica e metodologia clinica e dal 1970 assunse il ruolo di professore di clinica medica generale e terapia medica.
Nella nuova sede il medico bresciano, seguendo l'indirizzo tracciato da Frugoni, volle impostare la sua scuola in senso pluridisciplinare proponendo un piano di ricerca che comprendeva armonicamente tanto i problemi fisiopatologici che quelli clinico applicativi. Tutto ciò aveva l'obbiettivo di stimolare la formazione di molti giovani collaboratori presso qualificati centri internazionali. L'Istituto di patologia speciale medica divenne così una feconda fucina in molti settori: ematologia con particolare impegno nella terapia delle emolinfopatie maligne, malattie metaboliche in particolare dismetabolismi lipidici e arteriosclerosi, cardiologia, virologia, microbiologia, batteriologia, epatogastroenterologia, endocrinologia. Di quest'ultima Magrassi volle creare la prima struttura autonoma a Napoli, affidata al Prof.Marco Minozzi, nel cui reparto fu inaugurato il primo nucleo di studio con radioisotopi che precorrerà le più moderne ricerche sui tumori tiroidei. Magrassi fu inoltre uno dei fondatori della nefrologia medica con l'aiuto del suo collaboratore Prof. Carmelo Giordano, promotore di uno dei primi reparti destinati alla dialisi.
Questa sua impostazione costituì un'organizzazione di iniziativa precorritrice della nascita futura delle strutture cliniche dipartimentali.
Magrassi morì a Napoli il 28 ottobre del 1974 ancora attivo nella didattica, nella ricerca e nella guida del suo istituto. Il primo gennaio 1991 fu inaugurato il Dipartimento di Internistica clinica e sperimentale intitolato a suo nome, nell'Università napoletana.

## Innovazioni nella metodologia della scuola clinica
In quella che fu la scuola clinica fondata a Napoli da Magrassi importante fu il nuovo chiaro indirizzo fisiopatologico multidisciplinare in cui le varie competenze si integravano nell’applicazione razionale al singolo malato. Questa nuova impostazione portò a una organizzazione dipartimentale delle istituzioni universitarie con una confluenza tra la ricerca sperimentale e quella clinica. Essa trovò coerente espressione didattica nei corsi di fisiopatologia che Magrassi affidò ai suoi allievi, stimolandoli a un'attività didattica integrata cui ciascuno partecipava secondo le proprie attitudini e competenze. Il clinico bresciano riuscì infatti a trasmettere ai suoi studenti le trame essenziali della professione medica, per cercare di arrivare a una visione unitaria di come la natura si trasforma e si altera nella malattia, approccio clinico capace di abbracciare i problemi in una visione di sintesi olistica della ricerca scientifica e della realtà clinico-diagnostica del malato. Così come viene descritta dal professor Ugo Carcassi, suo allievo a Sassari, e da Mario Coltorti, suo allievo a Napoli, la giornata di Magrassi era caratterizzata da ore dedicate alla visita di un reparto, consuetudine tramandata dalla scuola Frugoniana e da sedute al microscopio. Tutto ciò però non lo sottraeva al suo compito di maestro e di guida in corsia.
Per sottolineare come egli fu sempre consapevole dell'importanza per un clinico di essere anche uno scienziato, si ricordano le parole da lui scritte nel 1959, come testamento spirituale da lasciare ai posteri:
(Flaviano Magrassi.)

## Studi scientifici

### Eziopatogenesi
Da un punto di vista scientifico fu importante l’avvio da parte di Magrassi di un programma di ricerca nel settore della patologia infettiva e dell’immunologia, studi che lo avrebbero imposto all’attenzione della comunità scientifica internazionale. Il suo nuovo approccio allo studio delle forme patologiche e di come esse si manifestavano da un punto di vista clinico, gli consentì di formulare il concetto di attenzione alle cause e alle modalità di comparsa di molte malattie infettive. Inoltre egli portò avanti il concetto di infezione focale, tenendo in considerazione tanto la trasmissibilità dei germi e del loro tropismo quanto i fenomeni immunitari che si instaurano nelle cellule e nei tessuti dell’organismo ospite. Si ricordano le parole del Prof. Giuseppe Giunchi che, ricordando l'amico e collega Magrassi, racconta come quest'ultimo avesse sviluppato una sua idea originale dell’eziologia complessa e condizionata di molte malattie.

### Virus erpetico
Tra i numerosi studi che Magrassi condusse nel settore eziopatologico, particolare attenzione merita l’individuazione del fenomeno dell’interferenza virale. Questo aspetto individuato nel corso di indagini condotte sulle caratteristiche del virus erpetico consiste nell'inibizione della crescita di un virus in cellule infettate ad opera dello stesso o di un altro virus. Questa scoperta fu definita "Fenomeno di Magrassi" e verrà dimostrata nel 1957 da Alick Isaacs e Jean Lindelmann. I due scienziati dimostrarono che le cellule eucariotiche infettate da un virus producono l’interferone una sostanza dotata di azione antivirale che oggi trova largo uso a livello terapeutico.

### Contributi virologici ed ematologici

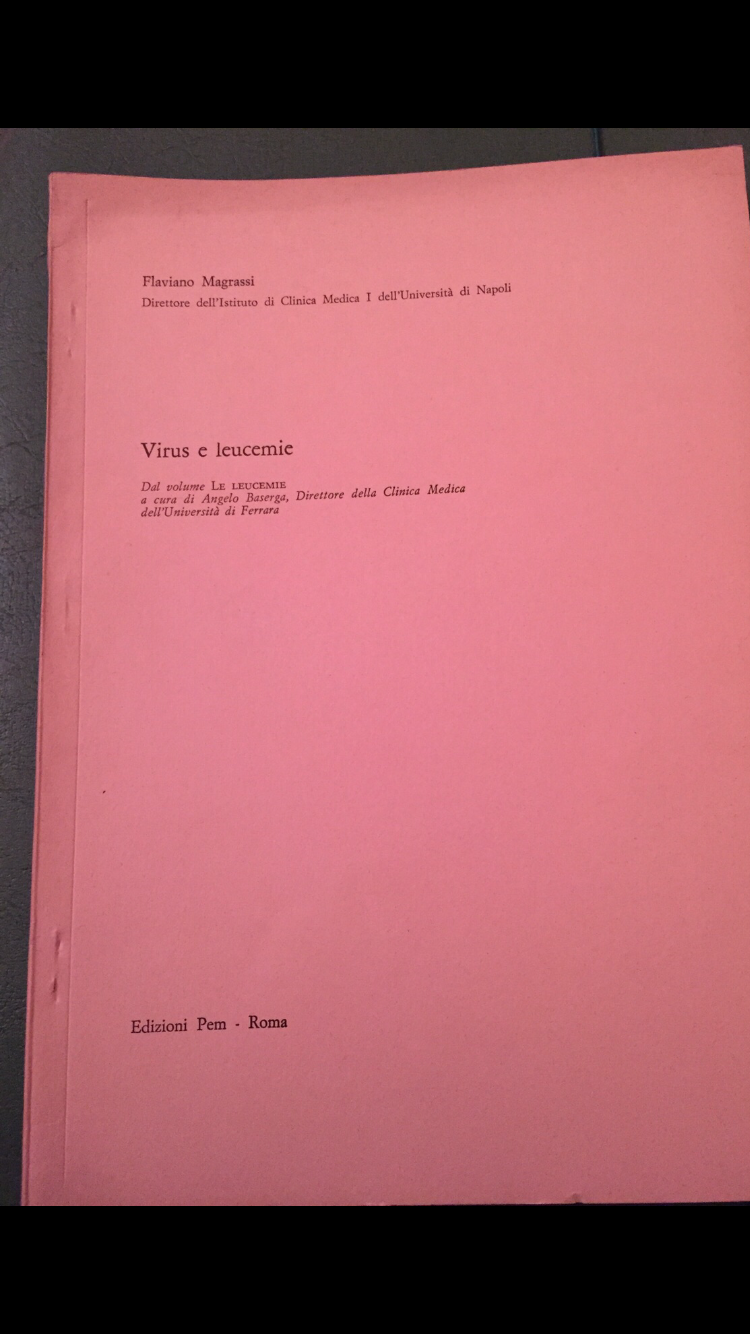
Flaviano Magrassi, Virus e leucemie, 1972

Oggetto di studio da parte di Magrassi fu quello di individuare le interazioni tra l'aggressività dell'agente patogeno e i metodi di risposta immunitaria dell'ospite che hanno come conseguenza la comparsa di precisi processi patologici. Egli definì le sepsi lente come il risultato del concomitante instaurarsi nei confronti dell'agente infettante da un lato di una anergia tissutale, dall'altro della produzione di anticorpi circolanti. Durante lo studio di queste forme patologiche, il clinico bresciano studiò particolarmente il fenomeno dell'endocardite lenta denominata attualmente endocardite batterica subacuta. Avendo a cuore il concetto di eziopatogenesi, Magrassi individuò una plurima eziologia di questa infezione la cui patogenesi ricondusse alla presenza nel sangue e nei tessuti dei soggetti malati di un virus comune in grado di modificare le caratteristiche dell'agente causale che egli chiamò "batteriostato".
Agli anni Cinquanta risalgono i primi studi che Magrassi condusse in merito alla leucemia. Inizialmente egli puntava ad individuare la possibile genesi virale di queste emopatie. Attraverso studi successivi, il clinico interpretò la malattia leucemica come affezione polifastica preceduta dagli "stadi preleucemici", che egli stesso definì tali. Anche nello studio della leucemia Magrassi non abbandonò l'idea dell'intervento dei virus nell'eziologia della malattia, tesi che avrebbe trovato conferma in tempi futuri. Tali ricerche diventarono la principale ragione del suo lavoro scientifico nell'ultimo decennio, a cui si affiancò – come iniziativa morale e sociale irrinunciabile- la creazione dell'Associazione Italiana contro le Leucemie Linfomi e Mieloma ( A.I.L.), da lui intensamente voluta e costituita a Roma nell'aprile 1969. L'Associazione, rivolta alla ricerca scientifica, alla sensibilizzazione dell'opinione pubblica ed all'assistenza dei malati leucemici e dei loro familiari, alle cui sofferenze Magrassi aveva sempre partecipato con profonda sensibilità umana, è tuttora attiva ed ha aperto sedi in numerose città italiane.

## Scritti principali
- Flaviano Magrassi, L'infezione latente da virus vaccino: suo meccanismo e suoi rapporti coll'immunità verso la superinfezione, Milano 1937, Cromotipia E. Sormani.
- Flaviano Magrassi, Sul meccanismo dell'immunità nell'infezione vaccinica: immunizzazione con virus non infettante, Milano 1937, Cromotipia E. Sormani.
- Flaviano Magrassi, L'immunità verso la superinfezione nell'infezione vaccina, Milano 1937, Cromotipia E. Sormani.
- Flaviano Magrassi, Studi sull'immunità infezioni da virus neurotropi: infezione latente e immunità tissulare verso la superinfezione, Roma 1937, Amministrazione del giornale "Il Policlinico".
- Flaviano Magrassi, un caso di endocardite da "Bacterium maltese", Roma 1937, Ditta Tipografia Cuggiani.
- Flaviano Magrassi, Su un caso di sepsi lenta da Actionobacterium israeli (Kruse) con localizzazione epatica, Roma 1940, Ditta Tipografia Cuggiani.
- Flaviano Magrassi, Su un caso di endocardite lenta da strafilococco aureo: singolari proprietà biologiche del germe isolato, Roma 1940, Ditta Tipografia Cuggiani.
- Flaviano Magrassi, Considerazioni sulla distribuzione regionale e sulla incidenza stagionale delle emopatie maligne nelle regioni mediterranee, Roma 1954, Società edizioni mediche.
- Flaviano Magrassi, Le espressioni cliniche ed ematologiche degli stati preleucemici: loro significato in rapporto al problema eziopatogenetico della malattia leucemia, Roma 1955, Edizioni mediche e scientifiche.
- Flaviano Magrassi, Virus e leucemie, Roma 1972, Edizioni Pem.
- Flaviano Magrassi, Lo sviluppo attuale delle ricerche relative alla possibile incidenza di virus a RNA nell'eziologia di leucemie e di neoplasie maligne umane (carcinoma mammario e sarcomi), Brescia 1973, Atti della Società Italiana di Cancerologia.